# Вознесенська Перша сільська рада
Вознесе́нська Пе́рша сільська́ ра́да — колишня адміністративно-територіальна одиниця та орган місцевого самоврядування в Арцизькому районі Одеської області. Адміністративний центр — село Вознесенка Перша.

## Загальні відомості
Вознесенська Перша сільська рада утворена в 1967 році.
- Територія ради: 95,93 км²
- Населення ради: 1 696 осіб (станом на 2001 рік)

## Населені пункти
Сільській раді були підпорядковані населені пункти:
- с. Вознесенка Перша
- с. Вишняки
- с. Новомирне

## Населення
Згідно з переписом 1989 року населення сільської ради становило 1840 осіб, з яких 846 чоловіків та 994 жінки.
За переписом населення 2001 року в сільській раді мешкали 1643 особи.

### Мова
Розподіл населення за рідною мовою за даними перепису 2001 року:
| Мова       | Відсоток |
| ---------- | -------- |
| російська  | 69,87 %  |
| молдовська | 13,5 %   |
| українська | 11,79 %  |
| болгарська | 3,77 %   |
| гагаузька  | 0,53 %   |
| грецька    | 0,18 %   |
| угорська   | 0,06 %   |

## Склад ради
Рада складалася з 16 депутатів та голови.
- Голова ради: Дудкіна Тетяна Миколаївна
- Секретар ради: Бикова Наталія Василівна

### Керівний склад попередніх скликань
| Прізвище, ім'я, по батькові | Основні відомості                                                                       | Дата обрання | Дата звільнення |
| --------------------------- | --------------------------------------------------------------------------------------- | ------------ | --------------- |
| Бикова Тетяна Яківна        | Сільський голова, 1962 року народження, позапартійна                                    | 26.03.2006   | 31.10.2010      |
| Дудкіна Тетяна Миколаївна   | Сільський голова, 1963 року народження, освіта середня спеціальна, член Партії регіонів | 31.10.2010   |                 |

Примітка: таблиця складена за даними сайту Верховної Ради України

### Депутати
За результатами місцевих виборів 2010 року депутатами ради стали:

#### За суб'єктами висування
| Суб'єкт висування                                       | Кількість обраних депутатів | %    |
| ------------------------------------------------------- | --------------------------- | ---- |
| Партія регіонів                                         | 11                          | 68,8 |
| Політична партія Всеукраїнське об'єднання «Батьківщина» | 3                           | 18,8 |
| Самовисування                                           | 2                           | 12,5 |

#### За округами
| № округу                                                | Прізвище, ім'я, по батькові     | Дата визнання обраним | Освіта             | Партійна приналежність                        | Відомості про обраного депутата                      |
| ------------------------------------------------------- | ------------------------------- | --------------------- | ------------------ | --------------------------------------------- | ---------------------------------------------------- |
| Партія регіонів                                         |                                 |                       |                    |                                               |                                                      |
| 1                                                       | Єлькін Федір Григорович         | 01.11.2010            | вища               | член Партії регіонів                          | фермерське господарство, товаровиробник              |
| 3                                                       | Єлькіна Валентина Володимирівна | 01.11.2010            | вища               | член Партії регіонів                          | Вознесенський навчально-виховний комплекс, вчитель   |
| 4                                                       | Єлькіна Ганна Миколаївна        | 01.11.2010            | середня            | член Партії регіонів                          | тимчасово не працює                                  |
| 5                                                       | Бордя Наталя Вікторівна         | 01.11.2010            | незакінчена вища   | член Партії регіонів                          | Вознесенська навчально-виховний комплекс, вчитель    |
| 6                                                       | Бикова Наталія Василівна        | 01.11.2010            | середня спеціальна | член Партії регіонів                          | Вознесенська Перша сільська рада, секретар           |
| 7                                                       | Поваляєва Алла Андріївна        | 01.11.2010            | вища               | член Партії регіонів                          | Вознесенська навчально-виховний комплекс, вчитель    |
| 8                                                       | Тарасова Ганна Григорівна       | 01.11.2010            | незакінчена вища   | член Партії регіонів                          | Вознесенська навчально-виховний комплекс, вчитель    |
| 11                                                      | Романюк Наталія Миколаївна      | 01.11.2010            | вища               | член Партії регіонів                          | Вишняковська загальноосвітня школа, вчитель          |
| 12                                                      | Мілєва Наталія Георгіївна       | 01.11.2010            | середня            | член Партії регіонів                          | Вишняковська загальноосвітня школа, медична сестра   |
| 14                                                      | Константинова Людмила Петрівна  | 01.11.2010            | вища               | член Партії регіонів                          | Вишняковська загальноосвітня школа, вчитель          |
| 15                                                      | Ройлян Альбіна Петрівна         | 01.11.2010            | вища               | член Партії регіонів                          | Вишняковська загальноосвітня школа, вчитель          |
| Політична партія Всеукраїнське об'єднання «Батьківщина» |                                 |                       |                    |                                               |                                                      |
| 2                                                       | Казаков Леонід Калинович        | 01.11.2010            | середня            | член Всеукраїнського об'єднання «Батьківщина» | приватний підприємець                                |
| 9                                                       | Портянко Людмила Анатоліївна    | 01.11.2010            | середня спеціальна | член Всеукраїнського об'єднання «Батьківщина» | сільська бібліотека, бібліотекар                     |
| 13                                                      | Стоянов Михайло Васильович      | 01.11.2010            | середня            | член Всеукраїнського об'єднання «Батьківщина» | фермерське господарство, товаровиробник              |
| Самовисування                                           |                                 |                       |                    |                                               |                                                      |
| 10                                                      | Кіряков Федір Афанасійович      | 01.11.2010            | середня спеціальна | позапартійний                                 | фермерське господарство «Тавариш», голова            |
| 16                                                      | Мартин Тетяна Степанівна        | 01.11.2010            | середня спеціальна | позапартійна                                  | Вознесенська Перша сільська рада, головний бухгалтер |